# Mausoleum in het Slotpark Charlottenburg

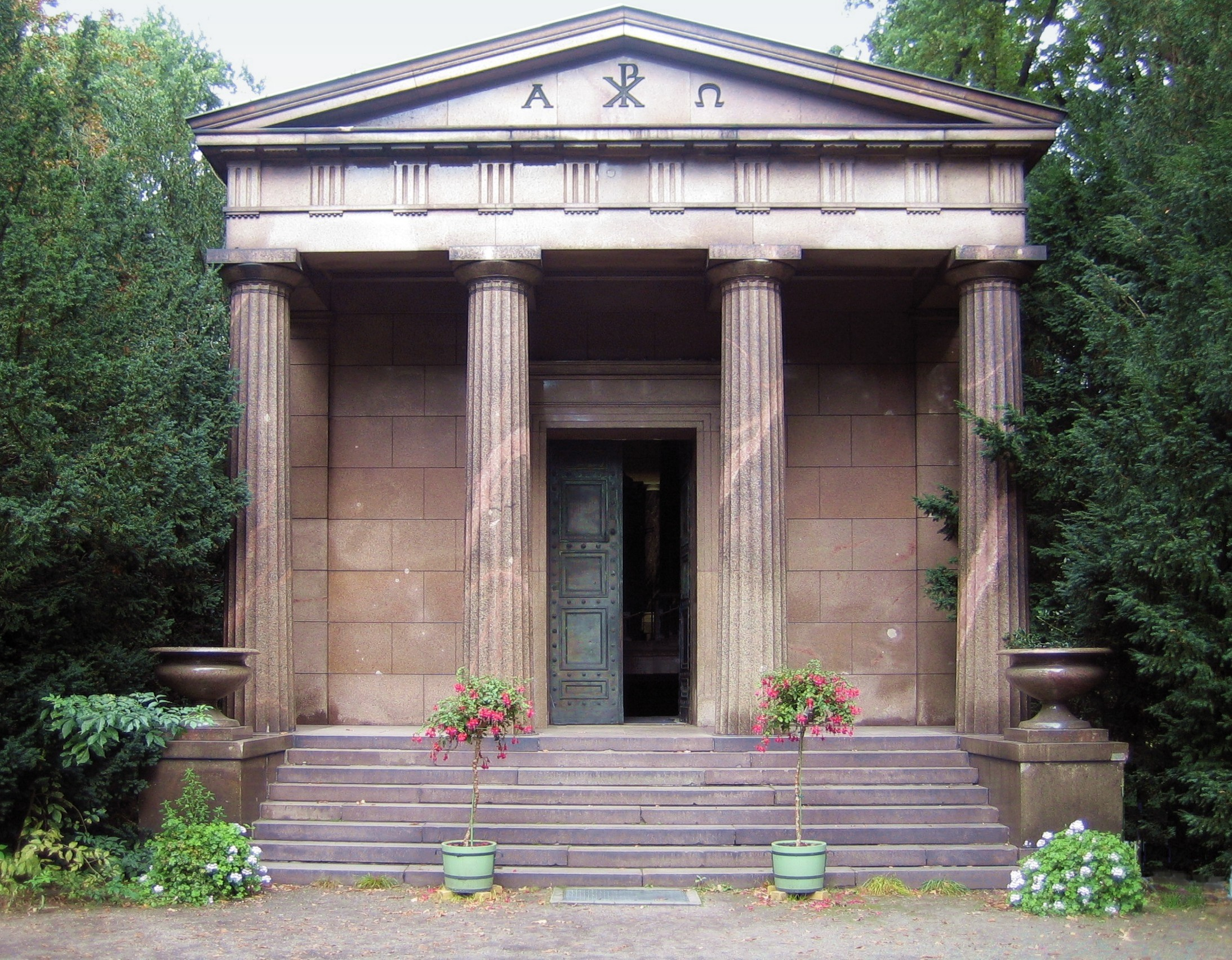
Vooraanzicht van het mausoleum

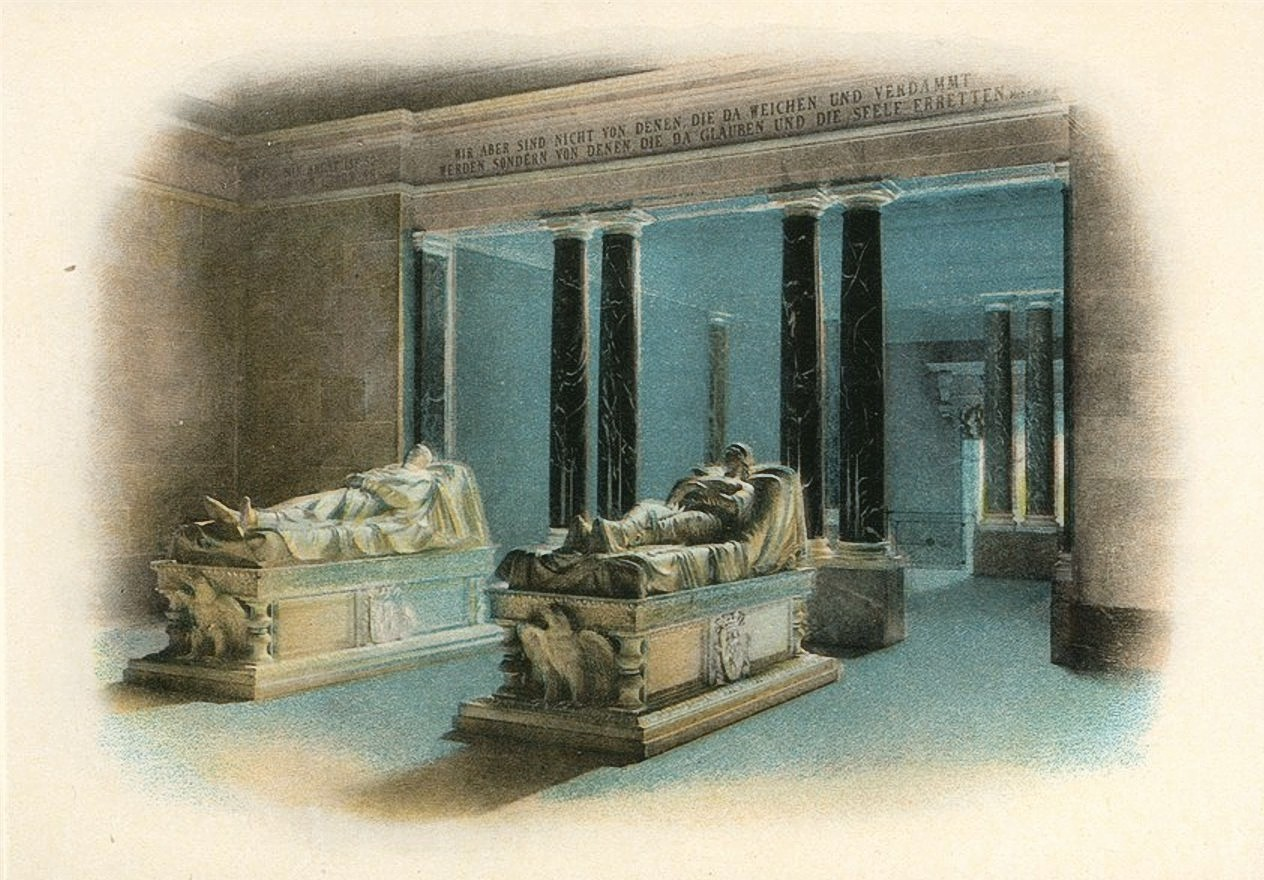
Graven van Frederik Willem III en Louise op een gravure uit 1895 met boven de toegang een tekst uit de Brief aan de Hebreeën (10,39): Maar wij zijn niet van degenen, die zich onttrekken ten verderve, maar van degenen, die geloven tot behouding der ziel.

Het Mausoleum in het Slotpark Charlottenburg werd in 1810 in het park nabij Slot Charlottenburg in Berlijn opgericht om er de stoffelijke overblijfselen te bergen van de Pruisische koningin Louise, geboren prinses van Mecklenburg-Strelitz.
De in Pruisen zeer geliefde koningin, die niet in de laatste plaats geliefd was door haar dappere optreden tijdens vredesbesprekingen met de Franse keizer Napoleon Bonaparte, overleed in 1810 tamelijk onverwacht aan de gevolgen van een longaandoening in de zomerresidentie van haar ouders, Slot Hohenzieritz. Zij was de echtgenote van koning Frederik Willem III van Pruisen. Haar lichaam werd enkele dagen naar haar dood overgebracht naar de Pruisische hoofdstad, waar het in eerste instantie werd bijgezet in Dom van Berlijn.
Haar weduwnaar gaf aan de architect Heinrich Gentz opdracht om een mausoleum te ontwerpen, dat in het slotpark van Charlottenburg zou moeten verrijzen. De koning nam zelf deel aan het ontwerp van het neoclassicistische bouwwerk. Het gebouw kon al in december 1810, amper een half jaar na de dood van Louise, in gebruik genomen worden. De sarcofaag van de vorstin werd ontworpen door beeldhouwer Christian Daniel Rauch. Na de dood van de koning zelf (in 1840) werd het mausoleum uitgebreid, opdat de echtelieden naast elkaar konden rusten in één ruimte. Later werd het gebouw verder aangepast om ruimte te bieden aan graven van andere leden van het Huis Hohenzollern.

## Alhier begraven
- Louise van Mecklenburg-Strelitz (1776-1810)
- Frederik Willem III van Pruisen (1770-1840)
- het hart van Frederik Willem IV van Pruisen (1795-1861)
- Albert van Pruisen (1809-1872), voormalig echtgenoot van de Nederlandse prinses Marianne van Oranje-Nassau
- Auguste von Harrach, tweede echtgenote van Frederik Willem III
- Wilhelm I van Duitsland, de eerste Duitse keizer
- Augusta van Saksen-Weimar-Eisenach, diens echtgenote

## Restauratie
Het bouwwerk werd in 2008 grondig gerestaureerd. De werkzaamheden waren net op tijd afgerond voor de herdenking van de 200ste sterfdag van koningin Louise.